# FloraBase
FloraBase — це відкрита веббаза даних про флору Західної Австралії. Ресурс надає авторитетну наукову інформацію про 12 978 таксонів, включаючи описи, карти, зображення, статус збереження та номенклатурні деталі. Також зареєстровано 1272 чужорідних таксонів (натуралізовані бур'яни).
Система бере дані з наборів даних, включаючи перепис рослин Західної Австралії та базу даних зразків західноавстралійського гербарію, що містить понад 803 000 ваучерованих колекцій рослин. Ресурс керується Гербарієм Західної Австралії в рамках Департаменту парків і дикої природи. Він був створений у листопаді 1998 року.